# Taharahaus (Allenstein)
Koordinaten: 53° 46′ 32,3″ N, 20° 28′ 6,6″ O

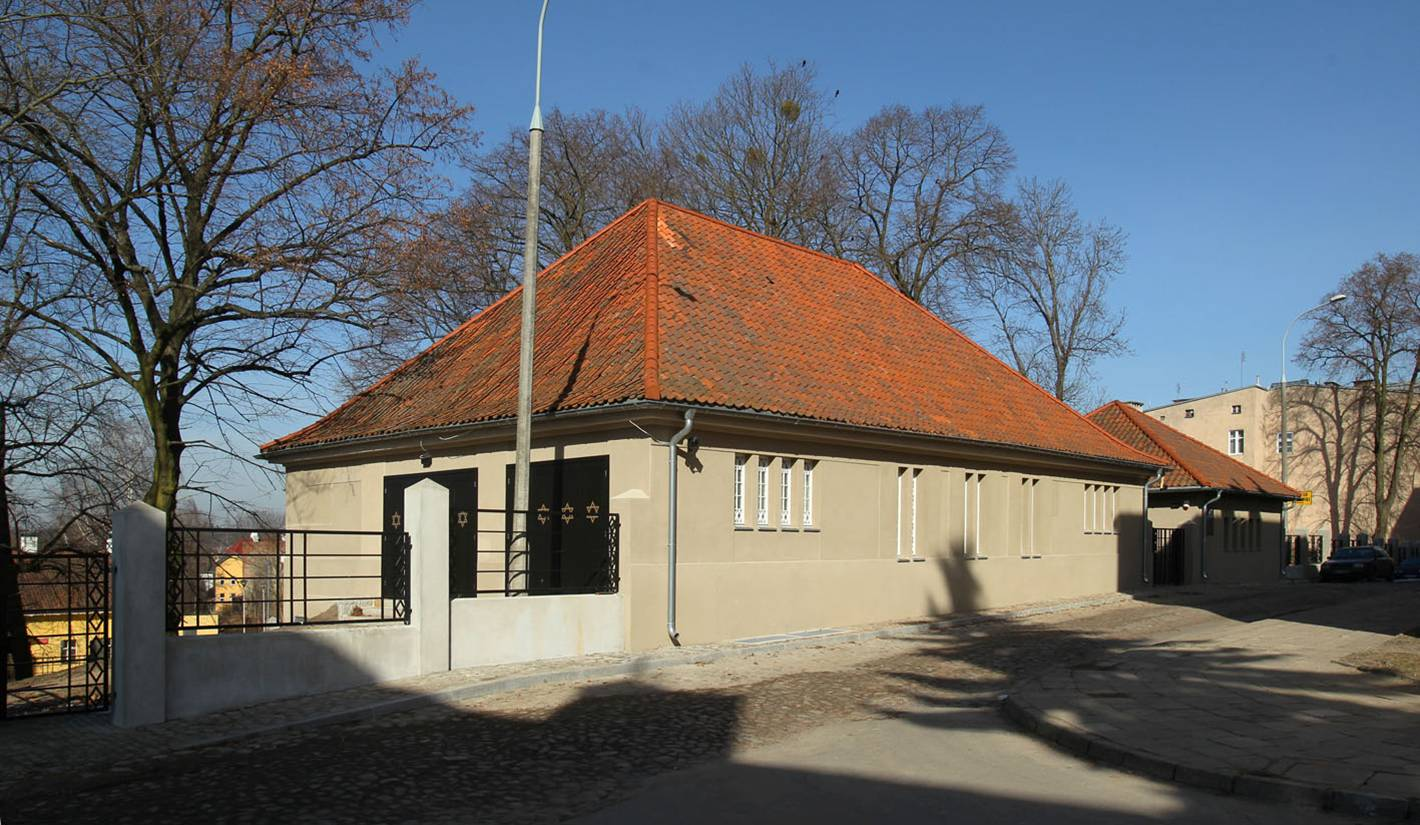
Taharahaus nach der Restaurierung (2013)

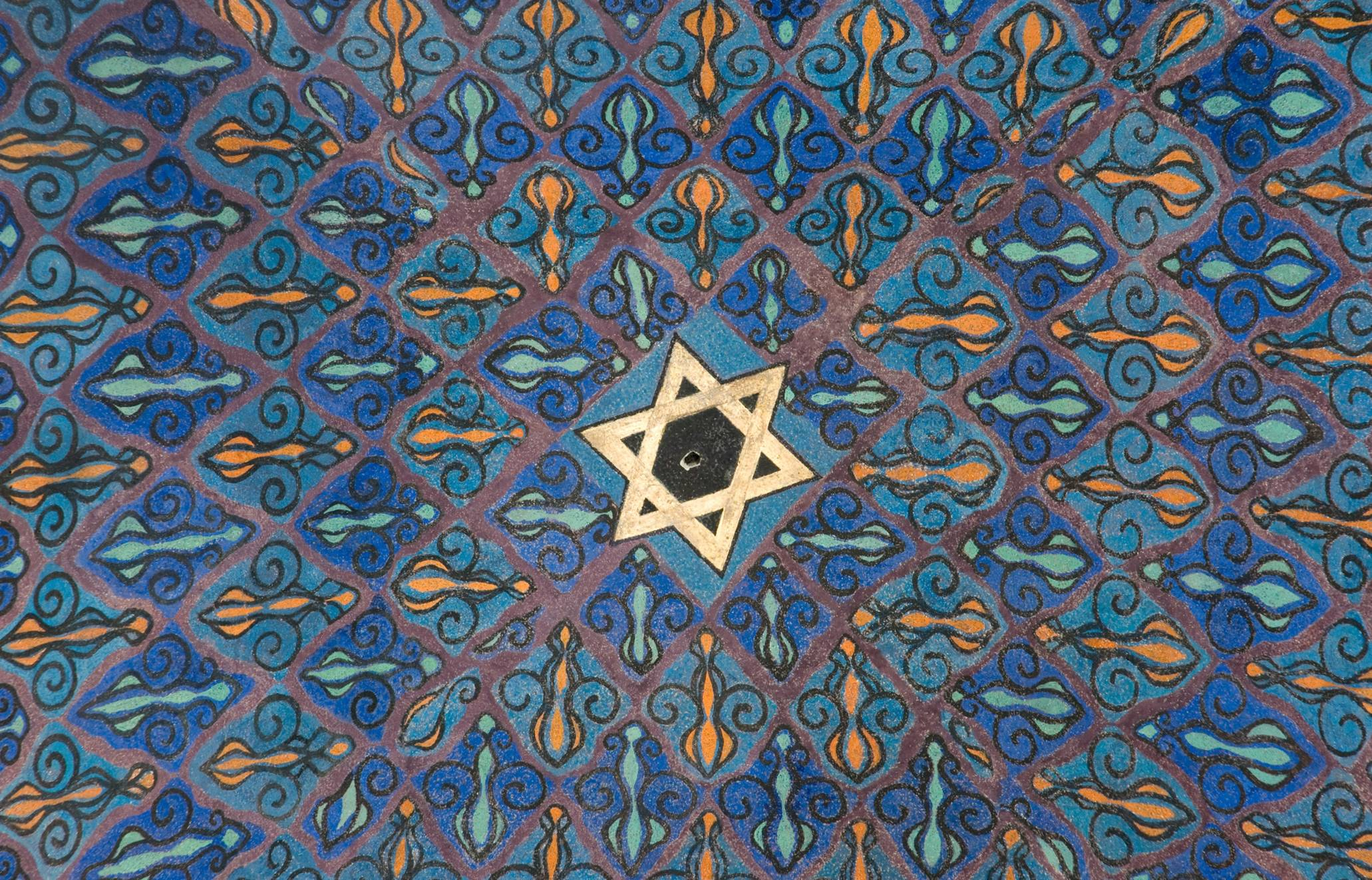
Detail der Kuppel (2013)

Das Taharahaus in Allenstein (polnisch Olsztyn), der heutigen Hauptstadt der polnischen Woiwodschaft Ermland-Masuren, wurde 1911 bis 1913 von der jüdischen Gemeinde Allensteins errichtet. Das ehemalige Taharahaus befindet sich an der Seestraße (heute ul. Zyndrama z Maszkowic). Der jüdische Friedhof wurde in den 1960er Jahren eingeebnet.

## Geschichte
Das Gebäude wurde 1911 bis 1913 nach Plänen des in Allenstein geborenen Architekten Erich Mendelsohn errichtet. Das Bauwerk diente nach dem Zweiten Weltkrieg der Stadt Olsztyn als Archivgebäude. Im Jahre 2008 begann die Restaurierung des Gebäudes, das als „Archiv lebendigen Gedenkens“ von der Stiftung Borussia genutzt werden sollte. Die Eröffnung fand am 21. März 2013 statt, genau am 126. Geburtstag des Architekten.